# イーストボーン国際
イーストボーン国際（Eastbourne International）は毎年6月にイングランドのイーストボーンで開催されるテニストーナメント。当初は女子の大会であったが2009年から2014年と2017年以降は男女共催。

## 大会名の変遷
- ジョン・プレイヤー選手権（John Player Championships）: 1974年
- イーストボーン国際（Eastbourne International）: 1975年
- コルゲート国際（Colgate International）: 1976年-1979年
- BMW選手権（BMW Championships）: 1980年-1983年
- イーストボーン選手権（Eastbourne Championships）: 1984年
- ピルキントン・グラス選手権（Pilkington Glass Championships）: 1985年-1992年
- フォルクスワーゲン・カップ（Volkswagen Cup）: 1993年-1994年
- ダイレクト・ライン・インシュランス国際選手権（Direct Line Insurance International Championships）: 1995年-2000年
- ブリタニック・アセット・マネージメント国際選手権（Britanic Asset Management International Championships）: 2001年-2002年
- ヘイスティングズ・ダイレクト国際選手権（Hastings Direct International Championships）: 2003年-2007年
- 国際女子オープン（International Women's Open）: 2008年
- エイゴン国際（AEGON International）: 2009年-2017年
- ネイチャー・バレー国際（Nature Valley International）: 2018年-

## 大会歴代優勝者

### 男子シングルス
| 年        | 優勝者                   | 準優勝者                     | 決勝結果                    |
| --------- | ------------------------ | ---------------------------- | --------------------------- |
| 2009      | ドミトリー・トゥルスノフ | フランク・ダンチェビッチ     | 6-3, 7-6(7-5)               |
| 2010      | ミカエル・ロドラ         | ギリェルモ・ガルシア＝ロペス | 7-5, 6-2                    |
| 2011      | アンドレアス・セッピ     | ヤンコ・ティプサレビッチ     | 7-6(7-5), 3-6, 5-3 途中棄権 |
| 2012      | アンディ・ロディック     | アンドレアス・セッピ         | 6-3, 6-2                    |
| 2013      | フェリシアーノ・ロペス   | ジル・シモン                 | 7-6(7-2), 6-7(5-7), 6-0     |
| 2014      | フェリシアーノ・ロペス   | リシャール・ガスケ           | 6-3, 6-7(5-7), 7-5          |
| 2015 2016 | 開催無し                 | 開催無し                     | 開催無し                    |
| 2017      | ノバク・ジョコビッチ     | ガエル・モンフィス           | 6-3, 6-4                    |
| 2018      | ミーシャ・ズベレフ       | ルカシュ・ラツコ             | 6-4, 6-4                    |
| 2019      | テイラー・フリッツ       | サム・クエリー               | 6-3, 6-4                    |
| 2020      | 開催無し                 | 開催無し                     | 開催無し                    |
| 2021      | アレックス・デミノー     | ロレンツォ・ソネゴ           | 4-6, 6-4, 7-6(7-5)          |
| 2022      | テイラー・フリッツ       | マキシム・クレッシー         | 6-2, 6-7(4-7), 7-6(7-4)     |
| 2023      | フランシスコ・セルンドロ | トミー・ポール               | 6-4, 1-6, 6-4               |
| 2024      | テイラー・フリッツ       | マックス・パーセル           | 6-4, 6-3                    |
| 2025      | テイラー・フリッツ       | ジェンソン・ブルックスビー   | 7-5, 6-1                    |

### 男子ダブルス
| 年        | 優勝者                                                | 準優勝者                                      | 決勝結果              |
| --------- | ----------------------------------------------------- | --------------------------------------------- | --------------------- |
| 2009      | マリウシュ・フィルステンベルク マルチン・マトコフスキ | トラビス・パロット フィリップ・ポラーシェク   | 6-4, 6-4              |
| 2010      | マリウシュ・フィルステンベルク マルチン・マトコフスキ | コリン・フレミング ケン・スクプスキ           | 6-3, 5-7, [10-8]      |
| 2011      | ジョナサン・エルリック アンディ・ラム                 | グリゴール・ディミトロフ アンドレアス・セッピ | 6-3, 6-3              |
| 2012      | コリン・フレミング ロス・ハッチンス                   | ジェイミー・デルガド ケン・スクプスキ         | 6-4, 6-3              |
| 2013      | アレクサンダー・ペヤ ブルーノ・ソアレス               | コリン・フレミング ジョナサン・マレー         | 3-6, 6-3, [10-8]      |
| 2014      | トレト・ユーイ ドミニク・イングロット                 | アレクサンダー・ペヤ ブルーノ・ソアレス       | 7-5, 5-7, [10-8]      |
| 2015 2016 | 開催無し                                              | 開催無し                                      | 開催無し              |
| 2017      | ボブ・ブライアン マイク・ブライアン                   | ロハン・ボパンナ アンドレ・サ                 | 6-7(4-7), 6-4, [10-3] |
| 2018      | ルーク・バンブリッジ ジョニー・オーマラ               | ケン・スクプスキ ニール・スクプスキ           | 7-5, 6-4              |
| 2019      | フアン・セバスチャン・カバル ロベルト・ファラ         | マクシモ・ゴンサレス オラシオ・セバジョス     | 3-6, 7-6(7-4), [10-6] |

### 女子シングルス
| 年   | 優勝者                                              | 準優勝者                                            | 決勝結果                |
| ---- | --------------------------------------------------- | --------------------------------------------------- | ----------------------- |
| 1974 | クリス・エバート                                    | バージニア・ウェード                                | 7-5, 6-4                |
| 1975 | バージニア・ウェード                                | ビリー・ジーン・キング                              | 7-5, 4-6, 6-3           |
| 1976 | クリス・エバート                                    | バージニア・ウェード                                | 8-6, 6-3                |
| 1977 | 開催なし                                            | 開催なし                                            | 開催なし                |
| 1978 | マルチナ・ナブラチロワ                              | クリス・エバート                                    | 6-4, 4-6, 9-7           |
| 1979 | クリス・エバート                                    | マルチナ・ナブラチロワ                              | 7-5, 5-7, 13-11         |
| 1980 | トレーシー・オースチン                              | ウェンディ・ターンブル                              | 7-6(7-3), 6-2           |
| 1981 | トレーシー・オースチン                              | アンドレア・イエガー                                | 6-3, 6-4                |
| 1982 | マルチナ・ナブラチロワ                              | ハナ・マンドリコワ                                  | 6-4, 6-3                |
| 1983 | マルチナ・ナブラチロワ                              | ウェンディ・ターンブル                              | 6-1, 6-1                |
| 1984 | マルチナ・ナブラチロワ                              | キャシー・ジョーダン                                | 6-4, 6-1                |
| 1985 | マルチナ・ナブラチロワ                              | ヘレナ・スコバ                                      | 6-4, 6-3                |
| 1986 | マルチナ・ナブラチロワ                              | ヘレナ・スコバ                                      | 3-6, 6-3, 6-4           |
| 1987 | ヘレナ・スコバ                                      | マルチナ・ナブラチロワ                              | 7-6(7-5), 6-3           |
| 1988 | マルチナ・ナブラチロワ                              | ナターシャ・ズベレワ                                | 6-2, 6-2                |
| 1989 | マルチナ・ナブラチロワ                              | ラファエラ・レジ                                    | 7-6(7-2), 6-2           |
| 1990 | マルチナ・ナブラチロワ                              | グレッチェン・メジャーズ                            | 6-0, 6-2                |
| 1991 | マルチナ・ナブラチロワ                              | アランチャ・サンチェス・ビカリオ                    | 6-4, 6-4                |
| 1992 | ロリ・マクニール                                    | リンダ・ワイルド                                    | 6-4, 6-4                |
| 1993 | マルチナ・ナブラチロワ                              | ミリアム・オレマンス                                | 2-6, 6-2, 6-3           |
| 1994 | メレディス・マグラス                                | リンダ・ワイルド                                    | 6-2, 6-4                |
| 1995 | ナタリー・トージア                                  | チャンダ・ルビン                                    | 3-6, 6-0, 7-5           |
| 1996 | モニカ・セレシュ                                    | メアリー・ジョー・フェルナンデス                    | 6-0, 6-2                |
| 1997 | ヤナ・ノボトナ vs. アランチャ・サンチェス・ビカリオ | ヤナ・ノボトナ vs. アランチャ・サンチェス・ビカリオ | 6-5 雨のため決勝中断    |
| 1998 | ヤナ・ノボトナ                                      | アランチャ・サンチェス・ビカリオ                    | 6-1, 7-5                |
| 1999 | ナターシャ・ズベレワ                                | ナタリー・トージア                                  | 0-6, 7-5, 6-3           |
| 2000 | ジュリー・アラール＝デキュジス                      | ドミニク・ファン・ルースト                          | 7-6(7-4), 6-4           |
| 2001 | リンゼイ・ダベンポート                              | マギ・セルナ                                        | 6-2, 6-0                |
| 2002 | チャンダ・ルビン                                    | アナスタシア・ミスキナ                              | 6-1, 6-3                |
| 2003 | チャンダ・ルビン                                    | コンチタ・マルティネス                              | 6-4, 3-6, 6-4           |
| 2004 | スベトラーナ・クズネツォワ                          | ダニエラ・ハンチュコバ                              | 2-6, 7-6(7-2), 6-4      |
| 2005 | キム・クライシュテルス                              | ベラ・ドゥシェビナ                                  | 7-5, 6-0                |
| 2006 | ジュスティーヌ・エナン                              | アナスタシア・ミスキナ                              | 4-6, 6-1, 7-6(7-5)      |
| 2007 | ジュスティーヌ・エナン                              | アメリ・モレスモ                                    | 7-5, 6-7(4-7), 7-6(7-2) |
| 2008 | アグニエシュカ・ラドワンスカ                        | ナディア・ペトロワ                                  | 6-4, 6-7(11-13), 6-4    |
| 2009 | キャロライン・ウォズニアッキ                        | ビルジニ・ラザノ                                    | 7-6(7-5), 7-5           |
| 2010 | エカテリーナ・マカロワ                              | ビクトリア・アザレンカ                              | 7-6(7-4), 6-4           |
| 2011 | マリオン・バルトリ                                  | ペトラ・クビトバ                                    | 6-1, 4-6, 7-5           |
| 2012 | タミラ・パシェク                                    | アンゲリク・ケルバー                                | 5-7, 6-3, 7-5           |
| 2013 | エレーナ・ベスニナ                                  | ジェイミー・ハンプトン                              | 6-2, 6-1                |
| 2014 | マディソン・キーズ                                  | アンゲリク・ケルバー                                | 6-3, 3-6, 7-5           |
| 2015 | ベリンダ・ベンチッチ                                | アグニエシュカ・ラドワンスカ                        | 6-4, 4-6, 6-0           |
| 2016 | ドミニカ・チブルコバ                                | カロリナ・プリスコバ                                | 7-5, 6-3                |
| 2017 | カロリナ・プリスコバ                                | キャロライン・ウォズニアッキ                        | 6-4, 6-4                |
| 2018 | キャロライン・ウォズニアッキ                        | アリーナ・サバレンカ                                | 7-5, 7-6(7-5)           |
| 2019 | カロリナ・プリスコバ                                | アンゲリク・ケルバー                                | 6-1, 6-4                |

### 女子ダブルス
| 年   | 優勝者                                                                                | 準優勝者                                                                              | 決勝結果                |
| ---- | ------------------------------------------------------------------------------------- | ------------------------------------------------------------------------------------- | ----------------------- |
| 1975 | ジュリー・アンソニー オルガ・モロゾワ                                                 | イボンヌ・グーラゴング ペギー・ミシェル                                               | 6-2, 6-4                |
| 1976 | クリス・エバート / マルチナ・ナブラチロワ vs. オルガ・モロゾワ / バージニア・ウェード | クリス・エバート / マルチナ・ナブラチロワ vs. オルガ・モロゾワ / バージニア・ウェード | 4-1 雨のため決勝中断    |
| 1977 | 開催なし                                                                              | 開催なし                                                                              | 開催なし                |
| 1978 | クリス・エバート ベティ・ストーブ                                                     | ビリー・ジーン・キング マルチナ・ナブラチロワ                                         | 6-4, 6-7, 7-5           |
| 1979 | ベティ・ストーブ ウェンディ・ターンブル                                               | イラナ・クロス ベティ・アン・グラブ＝スチュアート                                     | 6-2, 6-2                |
| 1980 | キャシー・ジョーダン アン・スミス                                                     | パム・シュライバー ベティ・ストーブ                                                   | 6-4, 6-1                |
| 1981 | マルチナ・ナブラチロワ パム・シュライバー                                             | キャシー・ジョーダン アン・スミス                                                     | 6-7, 6-2, 6-1           |
| 1982 | マルチナ・ナブラチロワ パム・シュライバー                                             | キャシー・ジョーダン アン・スミス                                                     | 6-3, 6-4                |
| 1983 | マルチナ・ナブラチロワ パム・シュライバー                                             | ジョー・デュリー アン・ホッブズ                                                       | 6-1, 6-0                |
| 1984 | マルチナ・ナブラチロワ パム・シュライバー                                             | ジョー・デュリー アン清村                                                             | 6-4, 6-2                |
| 1985 | マルチナ・ナブラチロワ パム・シュライバー                                             | キャシー・ジョーダン エリザベス・スマイリー                                           | 7-5, 6-4                |
| 1986 | マルチナ・ナブラチロワ パム・シュライバー                                             | クラウディア・コーデ＝キルシュ ヘレナ・スコバ                                         | 6-2, 6-4                |
| 1987 | スベトラーナ・パルクホメンコ ラリサ・サブチェンコ                                     | ロザリン・フェアバンク エリザベス・スマイリー                                         | 7-6(7-5), 4-6, 7-5      |
| 1988 | エヴァ・プファッフ エリザベス・スマイリー                                             | ベリンダ・コードウェル ダイアン・バン・レンスバーグ                                   | 6-3, 7-6(8-6)           |
| 1989 | カトリナ・アダムズ ジーナ・ガリソン                                                   | ヤナ・ノボトナ ヘレナ・スコバ                                                         | 6-3, 途中棄権           |
| 1990 | ラリサ・ネーランド ナターシャ・ズベレワ                                               | パティ・フェンディック ジーナ・ガリソン                                               | 6-4, 6-3                |
| 1991 | ラリサ・ネーランド ナターシャ・ズベレワ                                               | ジジ・フェルナンデス ヤナ・ノボトナ                                                   | 2-6, 6-4, 6-4           |
| 1992 | ヤナ・ノボトナ ラリサ・ネーランド                                                     | メアリー・ジョー・フェルナンデス ジーナ・ガリソン                                     | 6-0, 6-3                |
| 1993 | ジジ・フェルナンデス ナターシャ・ズベレワ                                             | ヤナ・ノボトナ ラリサ・ネーランド                                                     | 2-6, 7-5, 6-1           |
| 1994 | ジジ・フェルナンデス ナターシャ・ズベレワ                                             | イネス・ゴロチャテギ ヘレナ・スコバ                                                   | 6-7(4-7), 6-4, 6-3      |
| 1995 | ヤナ・ノボトナ アランチャ・サンチェス・ビカリオ                                       | ジジ・フェルナンデス ナターシャ・ズベレワ                                             | 0-6, 6-3, 6-4           |
| 1996 | ヤナ・ノボトナ アランチャ・サンチェス・ビカリオ                                       | ロザリン・フェアバンク パム・シュライバー                                             | 4-6, 7-5, 6-4           |
| 1997 | ニコル・アレント / マノン・ボーラグラフ vs. ロリ・マクニール / ヘレナ・スコバ         | ニコル・アレント / マノン・ボーラグラフ vs. ロリ・マクニール / ヘレナ・スコバ         | 雨のため決勝中止        |
| 1998 | マリアン・デ・スウォート ヤナ・ノボトナ                                               | アランチャ・サンチェス・ビカリオ ナターシャ・ズベレワ                                 | 6-1, 6-3                |
| 1999 | マルチナ・ヒンギス アンナ・クルニコワ                                                 | ヤナ・ノボトナ ナターシャ・ズベレワ                                                   | 6-4, 途中棄権           |
| 2000 | 杉山愛 ナタリー・トージア                                                             | リサ・レイモンド レネ・スタブス                                                       | 2-6, 6-3, 7-6(7-3)      |
| 2001 | リサ・レイモンド レネ・スタブス                                                       | カーラ・ブラック エレーナ・リホフツェワ                                               | 6-2, 6-2                |
| 2002 | リサ・レイモンド レネ・スタブス                                                       | カーラ・ブラック エレーナ・リホフツェワ                                               | 6-7(5-7), 7-6(8-6), 6-2 |
| 2003 | リサ・レイモンド リンゼイ・ダベンポート                                               | ジェニファー・カプリアティ マギ・セルナ                                               | 6-3, 6-2                |
| 2004 | アリシア・モリク マギ・セルナ                                                         | スベトラーナ・クズネツォワ エレーナ・リホフツェワ                                     | 6-4, 6-4                |
| 2005 | リサ・レイモンド レネ・スタブス                                                       | エレーナ・リホフツェワ ベラ・ズボナレワ                                               | 6-3, 7-5                |
| 2006 | スベトラーナ・クズネツォワ アメリ・モレスモ                                           | リーゼル・フーバー マルチナ・ナブラチロワ                                             | 6-2, 6-4                |
| 2007 | リサ・レイモンド サマンサ・ストーサー                                                 | クベタ・ペシュケ レネ・スタブス                                                       | 6-7(5-7), 6-4, 6-3      |
| 2008 | カーラ・ブラック リーゼル・フーバー                                                   | クベタ・ペシュケ レネ・スタブス                                                       | 2-6, 6-0, [10-8]        |
| 2009 | アクグル・アマンムラドワ 杉山愛                                                       | サマンサ・ストーサー レネ・スタブス                                                   | 6-4, 6-3                |
| 2010 | リサ・レイモンド レネ・スタブス                                                       | クベタ・ペシュケ カタリナ・スレボトニク                                               | 6-2, 2-6, [13-11]       |
| 2011 | クベタ・ペシュケ カタリナ・スレボトニク                                               | リーゼル・フーバー リサ・レイモンド                                                   | 6-3, 6-0                |
| 2012 | ヌリア・リャゴステラ・ビベス マリア・ホセ・マルティネス・サンチェス                   | リーゼル・フーバー リサ・レイモンド                                                   | 6-4, 途中棄権           |
| 2013 | ナディア・ペトロワ カタリナ・スレボトニク                                             | モニカ・ニクレスク クララ・ザコパロバ                                                 | 6-3, 6-3                |
| 2014 | 詹詠然 詹皓晴                                                                         | マルチナ・ヒンギス フラビア・ペンネッタ                                               | 6-3, 5-7, [10-7]        |
| 2015 | キャロライン・ガルシア カタリナ・スレボトニク                                         | 詹詠然 鄭潔                                                                           | 7-6(7-5), 6-2           |
| 2016 | ダリア・ユラク アナスタシア・ロディオノワ                                             | 詹皓晴 詹詠然                                                                         | 5-7, 7-6(7-4), [10-6]   |
| 2017 | 詹詠然 マルチナ・ヒンギス                                                             | アシュリー・バーティ ケーシー・デラクア                                               | 6-3, 7-5                |
| 2018 | ガブリエラ・ダブロウスキー 徐一幡                                                     | イリーナ＝カメリア・ベグ ミハエラ・ブザルネスク                                       | 6-3, 7-5                |
| 2019 | 詹皓晴 ラティシア・チャン                                                             | キルステン・フリプケンス ベサニー・マテック＝サンズ                                   | 2-6, 6-3, [10-6]        |